# Новые Тинчали (село)
Но́вые Тинчали́ (тат. Яңа Тинчәле) — село в Буинском районе Республики Татарстан, в составе Новотинчалинского сельского поселения.

## Этимология названия
Топоним произошёл от татарского слова «яңа» (новый) и ойконима «Тинчәле» (Тинчали).

## География
Село находится на реке Большая Тельца, в 33 км к юго-западу от районного центра, города Буинска.
На участке между селами Новые Тинчали и Шаймурзино расположен памятник природы – «Ново-Тинчалинская сурковая колония» (выделена в 1987 году).

## История
Село известно с 1686 года.
В XVIII – первой половине XIX века жители относились к категории государственных крестьян, выполняли лашманскую повинность. Основные занятия жителей в этот период – земледелие и скотоводство.
В «Списке населенных мест по сведениям 1859 года», изданном в 1863 году, населённый пункт упомянут как лашманская деревня Новые Тинчали 1-го стана Буинского уезда Симбирской губернии. Располагалась на левом берегу речки Большой Тильчи, по правую сторону коммерческого тракта из Буинска в Карсун, в 60 верстах от уездного города Буинска и в 35 верстах от становой квартиры во владельческой деревне Малая Цыльна. В деревне в 145 дворах жили 1510 человек (759 мужчин и 751 женщина). Были 2 мечети.
В начале XX века в селе функционировали 4 мечети, 3 медресе, мектеб (1896 год). В этот период земельный надел сельской общины составлял 3579,5 десятины.
В 1928 году в селе открыта начальная школа. В 1930 году — организован колхоз «Искра».
До 1920 года село входило в Старо-Студенецкую волость Буинского уезда Симбирской губернии. С 1920 года в составе Буинского кантона ТАССР. С 10 августа 1930 года – в Буинском, с 10 февраля 1935 года – в Будённовском (с 29 ноября 1957 года — Цильнинский), с 12 октября 1959 года в Буинском районах.

## Население
| 1859 | 1880 | 1897 | 1913 | 1920 | 1926 | 1938 | 1949 | 1958 | 1970 | 1979 | 1989 | 2002 | 2010 | 2015 |
| ---- | ---- | ---- | ---- | ---- | ---- | ---- | ---- | ---- | ---- | ---- | ---- | ---- | ---- | ---- |
| 1510 | 1698 | 2094 | 2805 | 2629 | 2539 | 2121 | 1786 | 1727 | 1737 | 1464 | 1019 | 892  | 870  | 620  |

Национальный состав cела: татары.

## Экономика
Жители работают преимущественно в ООО «Ак Барс Буинск», крестьянском фермерском хозяйстве, занимаются полеводством, мясо-молочным скотоводством.

## Социальные объекты
В селе действуют средняя школа, детский сад, дом культуры, библиотека, фельдшерско-акушерский пункт.

## Религиозные объекты
2 мечети: мечеть 2-й махалли (2000 год), мечеть «Рауф» (2008 год).